# Orientalium ecclesiarum
Orientalium Ecclesiarum, com o subtítulo de Decreto sobre as Igrejas Orientais Católicas, é um dos 16 documentos magisteriais do Concílio Vaticano II. "Orientalium Ecclesiarum" é latim para "das Igrejas Orientais", e é retirado da primeira linha do decreto.
Um dos documentos conciliares mais curtos, foi aprovado em 20 de novembro de 1964 por 2 054 votos a favor e 64 contrários, e foi confirmado por 2 110 votos a 39 em 21 de novembro de 1964, dia em que foi promulgado pelo Papa Paulo VI.
O decreto reconhece o direito dos católicos orientais de manter suas próprias práticas litúrgicas distintas, permanecendo em plena comunhão com a Santa Sé. O decreto exorta os católicos orientais a "tomar medidas para retornar às suas tradições ancestrais". Esse aspecto do decreto era direcionado contra a latinização.
O documento especifica alguns dos poderes autônomos das Igrejas Orientais. Em particular, o Patriarca (ou, quando aplicável, o arcebispo maior) e o sínodo têm o poder de estabelecer eparquias, nomear bispos dentro de seu patriarcado, legislar os direitos e obrigações das ordens menores (incluindo o subdiaconato) e determinar a data para celebrar a Páscoa dentro de seu rito. Além disso, reconheceu a antiga prática no Oriente em relação ao sacramento da confirmação (Crisma), afirmando que todos os sacerdotes orientais têm o poder de administrar este sacramento usando o crisma abençoado por um bispo. Uma das implicações disso é que a prática adicional da comunhão infantil foi formalmente reconhecida.

## Conteúdo
São 30 artigos, divididos em 6 capítulos, mais um preâmbulo e uma conclusão.

O Preâmbulo afirma o respeito da Igreja pelos católicos orientais (§1):
A Igreja Católica tem em alta estima as instituições, os ritos litúrgicos, as tradições eclesiásticas e os padrões estabelecidos da vida cristã das Igrejas Orientais, pois nelas, distinguidas como são pela sua venerável antiguidade, permanece visível a tradição que foi transmitida dos Apóstolos através dos Padres e que faz parte do património divinamente revelado e indiviso da Igreja universal.
As Igrejas ou Ritos Individuais
Veja também: Liturgia católica oriental
- - "Cada Igreja ou Rito individual deve conservar suas tradições inteiras e inteiras", mas "deve adaptar seu modo de vida às diferentes necessidades de tempo e lugar" (§2)
- - As Igrejas individuais, orientais ou ocidentais, são de igual dignidade (§3)
- - Cada católico deve conservar seu próprio rito, valorizá-lo e protegê-lo (§4)

Preservação do Patrimônio Espiritual das Igrejas Orientais
- - "As Igrejas do Oriente, tanto quanto as do Ocidente, têm pleno direito e têm o dever de governar a si mesmas, cada uma de acordo com suas próprias disciplinas estabelecidas" (§5)
- - Todas as Igrejas Orientais podem preservar suas tradições litúrgicas e seu modo de vida e, se a história lhes impôs mudanças, "devem tomar medidas para retornar às suas tradições ancestrais" (§6)[1]

Patriarcas do Rito Oriental
- - "O patriarcado, como instituição, existe na Igreja desde os tempos mais remotos" (§7)
- - Todos os patriarcas têm igual dignidade (§8)
- - Os direitos e privilégios dos patriarcas "devem ser restabelecidos de acordo com a antiga tradição de cada uma das Igrejas e os decretos dos concílios ecumênicos" (§9)
- - "Os patriarcas com seus sínodos são a autoridade máxima para todos os negócios do patriarcado", sujeito ao direito do Papa de intervir em casos individuais (§9)
- - Novos patriarcados devem ser estabelecidos onde houver necessidade (§11)[1]

A disciplina dos sacramentos (§12-18) diz respeito à regulamentação dos sacramentos. Uma questão importante é o direito dos sacerdotes de um rito de administrar sacramentos aos fiéis de outro rito. Também recomenda que o diaconato seja restaurado como um ministério permanente.
O Culto Divino (§19-23) trata da regulamentação de assuntos litúrgicos como os dias de festa (incluindo a Páscoa), o Ofício Divino e as línguas a serem usadas na liturgia.
Relações com os Irmãos das Igrejas Separadas
- - Os católicos orientais têm um dever especial de promover a unidade dos cristãos, especialmente com os ortodoxos orientais (§24)
- - Se um membro de uma Igreja Ortodoxa se torna católico, "não lhe deve ser exigido mais do que o que uma profissão nua da fé católica exige". Um sacerdote ou bispo ortodoxo tem permissão para agir como sacerdote ou bispo ao ingressar na Igreja Católica (§25)
- - Um membro de uma Igreja Ortodoxa, se pedir por vontade própria, pode receber os sacramentos da Penitência, Eucaristia e Unção dos enfermos de um sacerdote católico oriental. E um católico oriental, se nenhum padre católico estiver disponível, pode receber esses sacramentos de um padre ortodoxo oriental. Católicos orientais e ortodoxos orientais podem participar dos serviços litúrgicos uns dos outros (§26-29)[1]

A Conclusão (§30) pede a todos os cristãos, orientais e ocidentais, que orem pelo reencontro dos cristãos, e também que rezem pelos cristãos que sofrem por sua fé em Cristo (uma referência aos cristãos nos países comunistas).